# Temporada de furacões no Pacífico de 1994
A temporada de furacões no Pacífico de 1994 começou oficialmente em 15 de Maio de 1994 na bacia do Pacífico nordeste e em 1º de Junho de 1994 na bacia do Pacífico central e terminou em 30 de Novembro daquele ano. Estas datas delimitam oficialmente o período de cada ano quando a maioria dos ciclones tropicais formam-se no Oceano Pacífico.
Esta temporada foi notável pelo número de intensos ciclones tropicais. Entre eles podemos citar os furacões Emilia, Gilma, John e Olívia; todos os mencionados anteriormente tiveram suas pressões centrais mínimas menores do que 930 milibares. Além destes, o furacão Rosa causou várias fatalidades no México.

## Sistemas

### Furacão Emilia
Furacão Emilia foi, na época, o ciclone tropical mais forte já registrado no Oceano Pacífico Central, e o segundo ciclone tropical a ser classificado como um furacão de Categoria 5 - a classificação mais alta na Escala de furacões de Saffir-Simpson. No entanto, o Furacão Gilma no final daquele ano, o Furacão Ioke em 2006, e os furacões Lane e Walaka em 2018 atingiram pressões barométricas menores no Pacífico Central. A quinta tempestade nomeada e o primeiro de três furacões de Categoria 5 da Temporada de furacões no Pacífico de 1994, o Furacão Emilia desenvolveu-se a partir duma área de baixa pressão ao sudeste do Havaí em 16 de julho. Seguindo para o oeste, a depressão tropical inicial intensificou-se numa tempestade tropical várias horas após a ciclogênese tropical. Posteriormente, o Furacão Emilia entrou no Oceano Pacífico Central e mudou-se para a área de responsabilidade do Centro de Furacões do Pacífico Central.

### Furacão Gilma
O furacão Gilma foi um dos mais intensos furacões do Pacífico já registrado e o segundo de três furacões de categoria 5 ativos na temporada de furacões no Pacífico de 1994. Ele surgiu a partir do movimento em sentido oeste de uma onda tropical sobre as águas abertas do Oceano Pacífico em 21 de julho daquele ano. A depressão tropical que originou Gilma foi inicialmente grande e desorganizada. O desenvolvimento gradual ocorreu ao longo do dia seguinte antes do início de uma rápida intensificação. Em 23 de julho, a tempestade se intensificou em um furacão e no dia seguinte atingiu a categoria 5.

### Furacão John
O furacão John (também tufão John) é o ciclone tropical com a maior distância percorrida. John já deteve o recorde de ciclone tropical com a maior duração já observada, até ser superado pelo ciclone Freddy, em 2023. O furacão fez parte das temporadas de furacões e de tufões no Pacífico de 1994. John formou-se durante o forte El Niño entre 1991 a 1994 a atingiu o pico de intensidade com intensidade equivalente a categoria 5 na escala de furacões de Saffir-Simpson, a mais alta categorização para um furacão.

## Nomes das tempestades
Os seguintes nomes foram usados para nomear tempestades que se formaram na bacia do Pacífico nordeste e central em 1994. Esta é a lista utilizada para a temporada de 1988, excepto para Ileana, que substitui Iva, e que foi utilizada pela primeira vez em 1994. Nenhum nom foi retirado da lista depois da época, e foi utilizada novamente para a temporada de 2000.
| - Aletta - Bud - Carlotta - Daniel * - Emilia * - Fabio * - Gilma * - Hector | - Ileana - John * - Kristy * - Lane * - Miriam - Norman - Olivia - Paul | - Rosa - Sergio (sem usar) - Tara (sem usar) - Vicente (sem usar) - Willa (sem usar) - Xavier (sem usar) - Yolanda (sem usar) - Zeke (sem usar) |

Outros três nomes foram usados da lista de nomes de ciclones tropicais do Pacífico central:
| - Li | - Mele | - Nona |

## Efeitos sazonais
Esta é uma tabela de todas os sistemas que se formaram na temporada de 1994. Inclui a sua duração, nomes, áreas afectada(s), indicados entre parêntese, danos e mortes totais. As mortes entre parênteses são adicionais e indiretas, mas ainda estavam relacionadas com essa tempestade. Os danos e as mortes incluem totais enquanto a tempestade era extratropical, uma onda ou um baixa, e todas as cifras do dano estão em USD 1994.
| Aletta                | 18 de junho –23               | Tempestade tropical | 80 (50)   | 999  | Nenhum                                                                | Nenhum       | Nenhum |  |
| Bud                   | 27 de junho–29                | Tempestade tropical | 75 (45)   | 1003 | Nenhum                                                                | Nenhum       | Nenhum |  |
| Carlotta              | 28 de junho – 5 de julho      | Furacão categoria 2 | 165 (105) | 967  | Ilha Socorro, Ilha Revillagigedo                                      | Nenhum       | Nenhum |  |
| Daniel                | 8 de julho–14                 | Tempestade tropical | 100 (65)  | 993  | Ilhas do Havai                                                        | Nenhum       | Nenhum |  |
| Emilia                | 16 de julho–25                | Furacão categoria 5 | 260 (160) | 926  | Havai                                                                 | Menor        | Nenhum |  |
| Fabio                 | 19 de julho–24                | Tempestade tropical | 75 (45)   | 1002 | Havai                                                                 | Nenhum       | Nenhum |  |
| Gilma                 | 21 de julho–31                | Furacão categoria 5 | 260 (160) | 920  | Atol Johnston                                                         | Menor        | Nenhum |  |
| Li                    | 31 de julho – 18 de agosto    | Furacão categoria 1 | 120 (75)  | 1007 | Havaian Islands, Johnston Atoll                                       | Nenhum       | Nenhum |  |
| Hector                | 7 de agosto–10                | Tempestade tropical | 100 (65)  | 993  | Ilhas Revillagigedo, Península da Baixa Califórnia                    | Menor        | Nenhum |  |
| Um-C                  | 9 de agosto–14                | Depressão tropical  | 55 (35)   | N/A  | Havai                                                                 | $5 000 000   | Nenhum |  |
| Ileana                | 10 de agosto–14               | Furacão categoria 1 | 120 (75)  | 986  | Península Baja California                                             | Nenhum       | Nenhum |  |
| John                  | 11 de agosto – 10 de setembro | Furacão categoria 5 | 280 (175) | 929  | Havai, Atol Johnston                                                  | $15 000 000  | Nenhum |  |
| Doze-E                | 12 de agosto–15               | Depressão tropical  | 55 (35)   | 1006 | Nenhum                                                                | Nenhum       | Nenhum |  |
| Kristy                | 28 de agosto – 5 de setembro  | Furacão categoria 2 | 165 (105) | 992  | Havai                                                                 | Nenhum       | Nenhum |  |
| Lane                  | 3 de setembro–10              | Furacão categoria 4 | 215 (130) | 948  | Nenhum                                                                | Nenhum       | Nenhum |  |
| Mele                  | 6 de setembro–9               | Tempestade tropical | 65 (40)   | N/A  | Nenhum                                                                | Nenhum       | Nenhum |  |
| Miriam                | 15 de setembro–21             | Tempestade tropical | 75 (45)   | 1002 | Nenhum                                                                | Nenhum       | Nenhum |  |
| Norman                | 19 de setembro–22             | Tempestade tropical | 65 (40)   | 1004 | Nenhum                                                                | Nenhum       | Nenhum |  |
| Olivia                | 22 de setembro–29             | Furacão categoria 4 | 240 (150) | 923  | Nenhum                                                                | Nenhum       | Nenhum |  |
| Paul                  | 24 de setembro–30             | Tempestade tropical | 75 (45)   | 1003 | Nenhum                                                                | Nenhum       | Nenhum |  |
| Rosa                  | 8–15 de outubro               | Furacão categoria 2 | 165 (105) | 974  | México Sudoeste, México Ocidental, Sudoeste dos Estados Unidos, Texas | $700 000 000 | 4–30   |  |
| Nona                  | 21 de outubro–26              | Tempestade tropical | 65 (40)   | N/A  | Nenhum                                                                | Nenhum       | Nenhum |  |
| Agregado da temporada |                               |                     |           |      |                                                                       |              |        |  |
| 22 sistemas           | 18 de junho – 26 de outubro   |                     | 280 (175) | 920  |                                                                       | $720 000 000 | 4-30   |  |